# Constant Joacim
Constantinus Joacim (Berchem, 1908. március 3. – 1979. június 12.), belga válogatott labdarúgó.
A belga válogatott tagjaként részt vett az 1934-es világbajnokságon.

## Külső hivatkozások
- Constant Joacim adatlapja – eu-football.info